# Gran Premio del Brasile 1975
Il Gran Premio del Brasile 1975 è stata la seconda prova della stagione 1975 del Campionato mondiale di Formula 1. Si è corsa domenica 26 gennaio 1975 sul Circuito di Interlagos. La gara è stata vinta dal brasiliano Carlos Pace su Brabham-Ford Cosworth; per il vincitore si trattò della prima ed unica vittoria in carriera. Ha preceduto sul traguardo il brasiliano Emerson Fittipaldi e il tedesco Jochen Mass entrambi su McLaren-Ford Cosworth.

## Vigilia

### Aspetti tecnici
La Fittipaldi fece esordire il modello FD02.

## Qualifiche

### Resoconto
Nella prima giornata di prove il miglior tempo fu fatto segnare dalla Shadow-Ford Cosworth di Jean-Pierre Jarier. Il caldo afoso del Brasile mise a dura prova la scelta degli pneumatici da parte delle scuderie. Soprattutto la Ferrari lamentò la poca elasticità delle gomme fornite dalla Goodyear.
La seconda giornata di prove venne posticipata in quanto un camioncino dell'organizzazione si ribaltò sulla pista, inondandola d'olio. Nel primo turno del sabato il miglior tempo venne ancora fatto segnare da Jarier. Nella seconda sessione il francese fu ancora il dominatore delle prove, ove ottenne la seconda pole consecutiva, anche se sul termine della prova ruppe il motore. Emerson Fittipaldi fu secondo, e tentò anche di aiutare il fratello Wilson, cercando di favorirlo con le scie. Alcuni piloti furono autori di alcuni innocui testacoda.

### Risultati
Nella sessione di qualifica si è avuta questa situazione:
| Pos | Nº | Pilota             | Costruttore              | Squadra                         | Tempo   | Griglia |
| --- | -- | ------------------ | ------------------------ | ------------------------------- | ------- | ------- |
| 1   | 17 | Jean-Pierre Jarier | Shadow-Ford Cosworth     | UOP Shadow Racing Team          | 2'29"88 | 1       |
| 2   | 1  | Emerson Fittipaldi | McLaren-Ford Cosworth    | Marlboro Team Texaco            | 2'30"68 | 2       |
| 3   | 7  | Carlos Reutemann   | Brabham-Ford Cosworth    | Martini Racing                  | 2'31"00 | 3       |
| 4   | 12 | Niki Lauda         | Ferrari                  | Scuderia Ferrari SpA SEFAC      | 2'31"12 | 4       |
| 5   | 11 | Clay Regazzoni     | Ferrari                  | Scuderia Ferrari SpA SEFAC      | 2'31"22 | 5       |
| 6   | 8  | Carlos Pace        | Brabham-Ford Cosworth    | Martini Racing                  | 2'31"58 | 6       |
| 7   | 24 | James Hunt         | Hesketh-Ford Cosworth    | Hesketh Racing                  | 2'31"70 | 7       |
| 8   | 3  | Jody Scheckter     | Tyrrell-Ford Cosworth    | Elf Team Tyrrell                | 2'31"75 | 8       |
| 9   | 4  | Patrick Depailler  | Tyrrell-Ford Cosworth    | Elf Team Tyrrell                | 2'32"94 | 9       |
| 10  | 2  | Jochen Mass        | McLaren-Ford Cosworth    | Marlboro Team Texaco            | 2'33"06 | 10      |
| 11  | 20 | Arturo Merzario    | Williams-Ford Cosworth   | Frank Williams Racing Cars      | 2'33"16 | 11      |
| 12  | 6  | Jacky Ickx         | Lotus-Ford Cosworth      | John Player Team Lotus          | 2'33"20 | 12      |
| 13  | 18 | John Watson        | Surtees-Ford Cosworth    | Team Surtees                    | 2'33"23 | 13      |
| 14  | 16 | Tom Pryce          | Shadow-Ford Cosworth     | UOP Shadow Racing Team          | 2'33"24 | 14      |
| 15  | 28 | Mark Donohue       | Penske-Ford Cosworth     | Penske Cars                     | 2'33"33 | 15      |
| 16  | 5  | Ronnie Peterson    | Lotus-Ford Cosworth      | John Player Team Lotus          | 2'33"90 | 16      |
| 17  | 9  | Vittorio Brambilla | March-Ford Cosworth      | Beta Team March                 | 2'34"44 | 17      |
| 18  | 27 | Mario Andretti     | Parnelli-Ford Cosworth   | Vel's Parnelli Jones Racing     | 2'34"56 | 18      |
| 19  | 21 | Jacques Laffite    | Williams-Ford Cosworth   | Frank Williams Racing Cars      | 2'34"76 | 19      |
| 20  | 22 | Graham Hill        | Lola-Ford Cosworth       | Embassy Racing with Graham Hill | 2'35"49 | 20      |
| 21  | 30 | Wilson Fittipaldi  | Copersucar-Ford Cosworth | Copersucar-Fittipaldi           | 2'36"05 | 21      |
| 22  | 14 | Mike Wilds         | BRM                      | Stanley BRM                     | 2'37"15 | 22      |
| 23  | 23 | Rolf Stommelen     | Lola-Ford Cosworth       | Embassy Racing with Graham Hill | 2'38"05 | 23      |

## Gara

### Resoconto
La gara venne ritardata per permettere la pulitura della pista dai detriti che furono lanciati dalle tribune.
Alla partenza la testa della gara fu presa dal pilota della Brabham Carlos Reutemann, seguito dal poleman Jean-Pierre Jarier, seguito poi da Carlos Pace e dai due ferraristi Clay Regazzoni e Niki Lauda. Scattò invece male il pilota locale Emerson Fittipaldi che, da secondo, retrocedette in settima posizione.
Al quarto giro si pose in testa Jarier. Il francese riuscì a prendere un certo margine, agevolato anche dal ritmo lento del secondo, Carlos Reutemann, penalizzato da una scarsa tenuta di strada. Ciò consentì un ricompattamento dei piloti che seguivano l'argentino: il suo compagno di scuderia Pace, poi il duo della Ferrari, seguiti da Scheckter e Fittipaldi. Al 14º giro Pace superò Reutemann, mentre, nel giro seguente, una foratura costrinse Scheckter, a una sosta ai box che gli costò diverse posizioni, facendolo scendere in nona piazza.
Al ventesimo giro Clay Regazzoni passò Reutemann, mentre Emerson Fittipaldi fece lo stesso con Lauda. Due giri dopo Fittipaldi passò anche Reutemann; si scatenò perciò una dura battaglia tra Regazzoni e Fittipaldi per il terzo posto. Dalle retrovie stavano rinvenendo intanto sia Patrick Depailler che Jochen Mass che tra il 25º e il 26º giro avevano passato sia Lauda che Reutemann.
Al 28º giro il pilota locale riuscì a sorpassare l'elvetico. Poco dopo Reutemann fu costretto a una fermata ai box, per un guasto all'avviamento. Ora la classifica vedeva in testa Jarier, seguito dalla coppia brasiliana Pace-Fittipaldi, poi Regazzoni, Mass e Depailler. Al 31º giro il francese della Tyrrell fu costretto al ritiro per una rottura delle sospensioni.
A sette giri dal termine un guasto all'alimentazione costrinse al ritiro Jarier (che segnò però il giro più veloce), e dette così via libera al duo brasiliano. Al giro 34 Mass passò Regazzoni, ormai in piena crisi con gli pneumatici.
Carlos Pace vinse così per la prima e unica volta nella sua carriera in Formula 1, davanti alla coppia della McLaren-Ford Cosworth Emerson Fittipaldi e Jochen Mass. Questa gara fu la 176ª e l'ultima partenza in un GP per Graham Hill, che a quell'epoca era il recordman di presenze in gran premi del mondiale di Formula 1.

### Risultati
I risultati del gran premio sono i seguenti:
| Pos | No | Pilota              | Costruttore              | Giri | Tempo/Ritiro     | Pos.Griglia | Punti |
| --- | -- | ------------------- | ------------------------ | ---- | ---------------- | ----------- | ----- |
| 1   | 8  | Carlos Pace         | Brabham-Ford             | 40   | 1:44'41"17       | 6           | 9     |
| 2   | 1  | Emerson Fittipaldi  | McLaren-Ford Cosworth    | 40   | + 5"79           | 2           | 6     |
| 3   | 2  | Jochen Mass         | McLaren-Ford Cosworth    | 40   | + 26"66          | 10          | 4     |
| 4   | 11 | Clay Regazzoni      | Ferrari                  | 40   | + 43"28          | 5           | 3     |
| 5   | 12 | Niki Lauda          | Ferrari                  | 40   | + 1'01"88        | 4           | 2     |
| 6   | 24 | James Hunt          | Hesketh-Ford Cosworth    | 40   | + 1'05"12        | 7           | 1     |
| 7   | 27 | Mario Andretti      | Parnelli-Ford Cosworth   | 40   | + 1'06"81        | 18          |       |
| 8   | 7  | Carlos Reutemann    | Brabham-Ford Cosworth    | 40   | + 1'39"62        | 3           |       |
| 9   | 6  | Jacky Ickx          | Lotus-Ford Cosworth      | 40   | + 1'51"84        | 12          |       |
| 10  | 18 | John Watson         | Surtees-Ford Cosworth    | 40   | + 2'29"60        | 13          |       |
| 11  | 21 | Jacques Laffite     | Williams-Ford Cosworth   | 39   | + 1 Giro         | 11          |       |
| 12  | 22 | Graham Hill         | Lola-Ford Cosworth       | 39   | + 1 Giro         | 20          |       |
| 13  | 30 | Wilson Fittipaldi   | Copersucar-Ford Cosworth | 39   | + 1 Giro         | 21          |       |
| 14  | 23 | Rolf Stommelen      | Lola-Ford Cosworth       | 39   | + 1 Giro         | 23          |       |
| 15  | 5  | Ronnie Peterson     | Lotus-Ford Cosworth      | 38   | + 2 Giri         | 16          |       |
| Rit | 17 | Jean-Pierre Jarier  | Shadow-Ford Cosworth     | 32   | Alimentazione    | 1           |       |
| Rit | 4  | Patrick Depailler   | Tyrrell-Ford Cosworth    | 31   | Sospensione      | 9           |       |
| Rit | 16 | Tom Pryce           | Shadow-Ford Cosworth     | 31   | Incidente        | 14          |       |
| Rit | 20 | Arturo Merzario     | Williams-Ford Cosworth   | 24   | Alimentazione    | 11          |       |
| Rit | 28 | Mark Donohue        | Penske-Ford Cosworth     | 22   | Tenuta di ruota  | 15          |       |
| Rit | 14 | Mike Wilds          | BRM                      | 22   | Probl. elettrico | 22          |       |
| Rit | 3  | Jody Scheckter      | Tyrrell-Ford Cosworth    | 18   | Perdita d'olio   | 8           |       |
| Rit | 9  | Vittorio Brambilla  | March-Ford Cosworth      | 1    | Motore           | 17          |       |
| NA  | 29 | Néstor García Veiga | Berta-Ford Cosworth      |      | Non presente     |             |       |

## Statistiche
Piloti
- 1° e unica vittoria per Carlos Pace
- 1° podio per Jochen Mass
- 1º giro più veloce per Jean-Pierre Jarier

Costruttori
- 17° vittoria per la Brabham
- 1º giro più veloce per la Shadow
- 100º Gran Premio per la McLaren

Motori
- 80° vittoria per il motore Ford Cosworth

Giri al comando
- Carlos Reutemann (1-4)
- Jean-Pierre Jarier (5-32)
- Carlos Pace (33-40)

## Classifiche Mondiali

### Piloti
| Pos | Pilota             | Punti |
| --- | ------------------ | ----- |
| 1   | Emerson Fittipaldi | 15    |
| 2   | Carlos Pace        | 9     |
| 3   | James Hunt         | 7     |
| 4   | Clay Regazzoni     | 6     |
| 5   | Carlos Reutemann   | 4     |
| 5   | Jochen Mass        | 4     |
| 7   | Niki Lauda         | 3     |
| 8   | Patrick Depailler  | 2     |

### Costruttori
| Pos | Costruttore           | Punti |
| --- | --------------------- | ----- |
| 1   | McLaren-Ford Cosworth | 15    |
| 2   | Brabham-Ford Cosworth | 13    |
| 3   | Hesketh-Ford Cosworth | 7     |
| 4   | Ferrari               | 6     |
| 5   | Tyrrell-Ford Cosworth | 2     |